# Kainuunjärvi (Gällivare socken, Lappland, 749487-172397)
Kainuunjärvi är en sjö i Gällivare kommun i Lappland och ingår i Kalixälvens huvudavrinningsområde. Sjön har en area på 0,139 kvadratkilometer och ligger 373 meter över havet. Kainuunjärvi ligger i Torne och Kalix älvsystem Natura 2000-område.

## Delavrinningsområde
Kainuunjärvi ingår i det delavrinningsområde (749488-172306) som SMHI kallar för Mynnar i Lappeasuanto. Medelhöjden är 390 meter över havet och ytan är 17,3 kvadratkilometer. Räknas de 23 avrinningsområdena uppströms in blir den ackumulerade arean 214,59 kvadratkilometer. Kivijoki (Moskojoki) som avvattnar avrinningsområdet har biflödesordning 2, vilket innebär att vattnet flödar genom totalt 2 vattendrag innan det når havet efter 278 kilometer. Avrinningsområdet består mestadels av skog (66 procent) och sankmarker (29 procent). Avrinningsområdet har 0,88 kvadratkilometer vattenytor vilket ger det en sjöprocent på 5,1 procent.